# Go!
go!（ゴー！）は、ハワイのホノルル国際空港をハブとする、メサ・エアグループのメサ航空によって運行されていた格安・地域航空会社である。便名はすべてYVの航空会社コードで表示されていた。2014年4月より運行を休止した。
2008年3月31日におきたアロハ航空の全便運航中止・解体はgo!の市場参入によるハワイ内の無理な値引き合戦を繰り広げた結果とアロハ航空側は主張している。

## 過去に運航されていた路線
- ホノルル国際空港
- ヒロ国際空港
- カフルイ空港
- コナ国際空港
- リフエ空港

すべて、ホノルル空港起終点もしくは経由する路線であった。

## 過去の使用機材

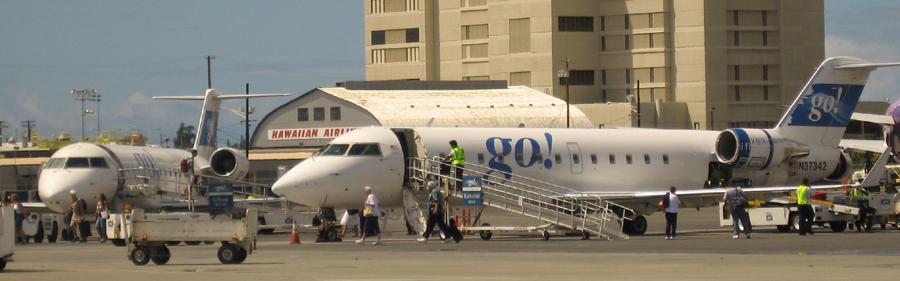
ホノルル国際空港に駐機するGO!のCRJ

運行していた頃の使用機材は以下の通り (2014年3月まで)：
- Bombardier CRJ-200 5機